# 1992 NM
1992 NM är en asteroid i huvudbältet som upptäcktes den 8 juli 1992 av den japanska astronomen Satoru Otomo i Kiyosato.